# 兰登的丕平
兰登丕平（Pepin，也作、或，约580年出生，640年2月27日逝世）也被称为老丕平，于623年至629年任墨洛溫王朝国王達戈貝爾特一世手下奥斯特拉西亚的宫相，从639年至逝世是西吉貝爾特三世的宫相。
按照《弗雷德加尔年书》的纪录，丕平的父亲叫做卡洛曼（Carloman），《佛莱德加年书》本身是丕平生平重要的资料来源。他名字中的“兰登”可能指的是他出生的地方：位于今天比利时境内的兰登。他有时也被称为“丕平一世”。“老丕平”这个名称意味着，他是建立丕平王朝的第一位。他的女儿聖貝加（後被封為聖人，稱為聖白加）与梅斯的阿努爾夫的儿子安塞吉塞结婚，由此将丕平王朝与梅斯的贵族联合到一起，为这个家族上升铺平了道路，最后成为统治法兰克人的加洛林王朝。
613年，一些奥斯特拉西亚和勃艮第王国的重要贵族决定不再支持他们的国王西吉貝爾特二世的祖母和执政布倫希爾德，而向纽斯特里亚国王克洛塔尔二世求救。他们答应假如克洛塔尔二世进攻的话他们不帮助布伦希尔德，而是承认克洛塔尔为合法的执政和年幼国王的保护人。这些贵族中最重要的有瓦納查爾二世、勃艮第宮相拉多、阿诺夫和丕平。按照佛莱德加的记载，阿诺夫和丕平是当时奥斯特拉西亚两名最有权势的伯爵。他们与克洛塔尔在安德纳赫达成协议。事成后，雷多被任命为奥斯特拉西亚的宫相，沃纳哈尔成为勃艮第的宫相，而丕平则一直到623年才获得他的报酬，在克洛塔尔将他的小儿子达戈贝尔特任命为当地国王后成为奥斯特拉西亚的宫相，他的好朋友阿诺夫则成为新国王的顾问。
当时人赞扬丕平良好的管理和明智的建议。虽然一些敌人试图使得国王反对他，但是他们的计划没有成功，至629年为止他与国王关系良好。此后出于不明的原因他退休（或者被迫退休）回到自己的领地。此后十年，他待在领地上，直到达戈贝尔特死。
达戈贝尔特一世死后，丕平又出山任继承人西吉貝爾特三世的奥斯特拉西亚宫相。他负责监督西吉貝爾特、他的兄弟克洛維二世以及他的继母和克洛維在纽斯特里亚和勃艮第的执政之间的遗产分配。部分出于丕平与勃艮第宫相之间的友好关系，西日贝尔和平地获得了他的遗产部分。丕平与阿诺夫的继承人科隆主教一起，在贡比涅接受了遗产的财富并将它带回梅斯。此后不久他逝世。他在奥斯特拉西亚非常受欢迎，虽然他没有正式被追封为圣者，但是在一些殉教史中他被列为圣人。他的纪念日为2月21日。
他有两个儿子和两个女儿：
- 聖貝加（英语：Begga），与安塞吉塞结婚，后来被提升为圣人
- 尼韦勒的格特鲁德（英语：Gertrude of Nivelles），进入她母亲建立的尼韦勒的修道院，后来也被提升为圣人
- 老格里摩尔德，成为宫相
- 聖貝佛（英语：Bavo of Ghent），成为隐士，后来被提升为圣人

| 兰登的丕平 出生于：約580年逝世於：640年2月27日 | 兰登的丕平 出生于：約580年逝世於：640年2月27日 | 兰登的丕平 出生于：約580年逝世於：640年2月27日 |
| ---------------------------------------------- | ---------------------------------------------- | ---------------------------------------------- |
| 前任者： 于格                                  | 奧斯特拉西亞宮相 623年–629年                   | 繼任者： 阿達吉賽爾                            |
| 前任者： 阿達吉賽爾                            | 奧斯特拉西亞宮相 639年–640年                   | 繼任者： 奧托                                  |